# Hertford Castle
Hertford Castle er en borg, der blev opført af normannerne ved floden Lea i Hertford, der er county town i Hertfordshire, England.
Den første borg på stedet blev opført som en angelsaksisk burgh omkring 913. Normannerne opførte deres motte-baileyfæstning på stedet omkring 1066.
Størstedelen af de indre bygninger er siden revet ned. Den primære bevarede del er en portbygning fra tudorperioden, som er en listed building af 1. grad. Dele af murene omkring bailey'en øst for borgen står også, og de er ligeledes listed building, men af 2. grad.